# بیگینه‌یوو
بیگینه‌یوو (انگلیسی: Bigineyevo) یک شهرک در شهرستان تاتیشلینسکی استان باشقیرستان کشور روسیه است.